# ろくもん
ろくもんは、しなの鉄道が軽井沢駅 - 長野駅間をしなの鉄道線・信越本線経由で運行している臨時快速列車（観光列車）である。

## 概要
しなの鉄道は輸送人員の減少傾向や施設・設備の更新費用の増加など、開業以来抱えている問題に加え、2015年（平成27年）3月の北陸新幹線金沢開業と、それに伴う北しなの線開業に向けた経営基盤の強化などが課題となっていた。こうしたことから2013年（平成25年）8月、新たな営業戦略の一環として、しなの鉄道の利用促進と沿線地域の活性化を図るため観光列車を導入し、2014年（平成26年）夏の運行開始を目指すとする方針を発表した。
改造には115系3両編成（S8編成）が充当されることになり、2014年1月にはデザインなどが発表され、3月25日には車両改造工事の安全祈願式が執り行われた。改造費用は約1億円。
列車愛称は、沿線地域ゆかりの真田氏の「六文銭（六連銭）」に因む「ろくもん」に決定。デザインは水戸岡鋭治が担当した。車内は車両の床、イス、テーブル等に長野県産材を使用。1号車はファミリーやグループ向けの車両とし、中央に子供の遊び場（木のプール）を設置。2号車は沿線地域の景観を楽しみながら食事ができるカウンター席とソファ席を配置しているほか、様々な交流や情報提供が可能となるサロンスペース、最低限の食事サービスを提供できるキッチンを設置。3号車は2人組の旅客が個室的な空間の中で、食事を楽しむことができる車両となっている。また、3号車にはしなの鉄道保有の車両としては初となるバリアフリー対応のトイレが設置された。水戸岡は本列車について「ななつ星 in 九州を除けば、全国の観光列車のナンバーワン」と発言している。
4月28日には改造中の車体が報道陣に公開され、7月2日には車両が完成し、本社前の電車留置線で内覧会が行われ、7月11日より運行を開始した。

## 運行概況
全車両普通車指定席で、金土休日を中心に軽井沢駅 - 長野駅間を1日あたり1往復運行している。食事付きプラン（洋食/和食/小昼コース）乗車券・指定席券込は、しなの鉄道本社のろくもん予約センターと軽井沢駅、小諸駅、上田駅、戸倉駅、屋代駅、長野駅の窓口で、旅行予定日から2ヵ月前の1日10時より発売している。また指定券（乗車券が別途必要）は前述の各駅窓口とJTB、近畿日本ツーリストで、運行日の1ヵ月前10時から取り扱っている。
通常の「ろくもん」の他に、春〜秋季を中心に篠ノ井線姨捨駅まで乗り入れる「姨捨ナイトクルーズ」や冬季に長野駅 - 黒姫駅間を1往復運転する「北信濃雪見酒プラン」などで運転される他、旅行会社によるツアー商品として販売されることがある。
2014年11月28日から前面表示幕が専用デザインとなった。
当列車が小諸駅に停車中の際「上を向いて歩こう」が流れる。これは、作詞した永六輔が幼少期に小諸市へ疎開したことにちなんでいる。

### 停車駅
軽井沢駅 - 中軽井沢駅 - 信濃追分駅 - 御代田駅 - 小諸駅 - 田中駅 - 上田駅 - 戸倉駅 - 屋代駅 - 長野駅

### 使用車両
しなの鉄道所属の115系S8編成「ろくもん」専用車両が使用される。3両編成で、軽井沢方先頭車が1号車となっている。

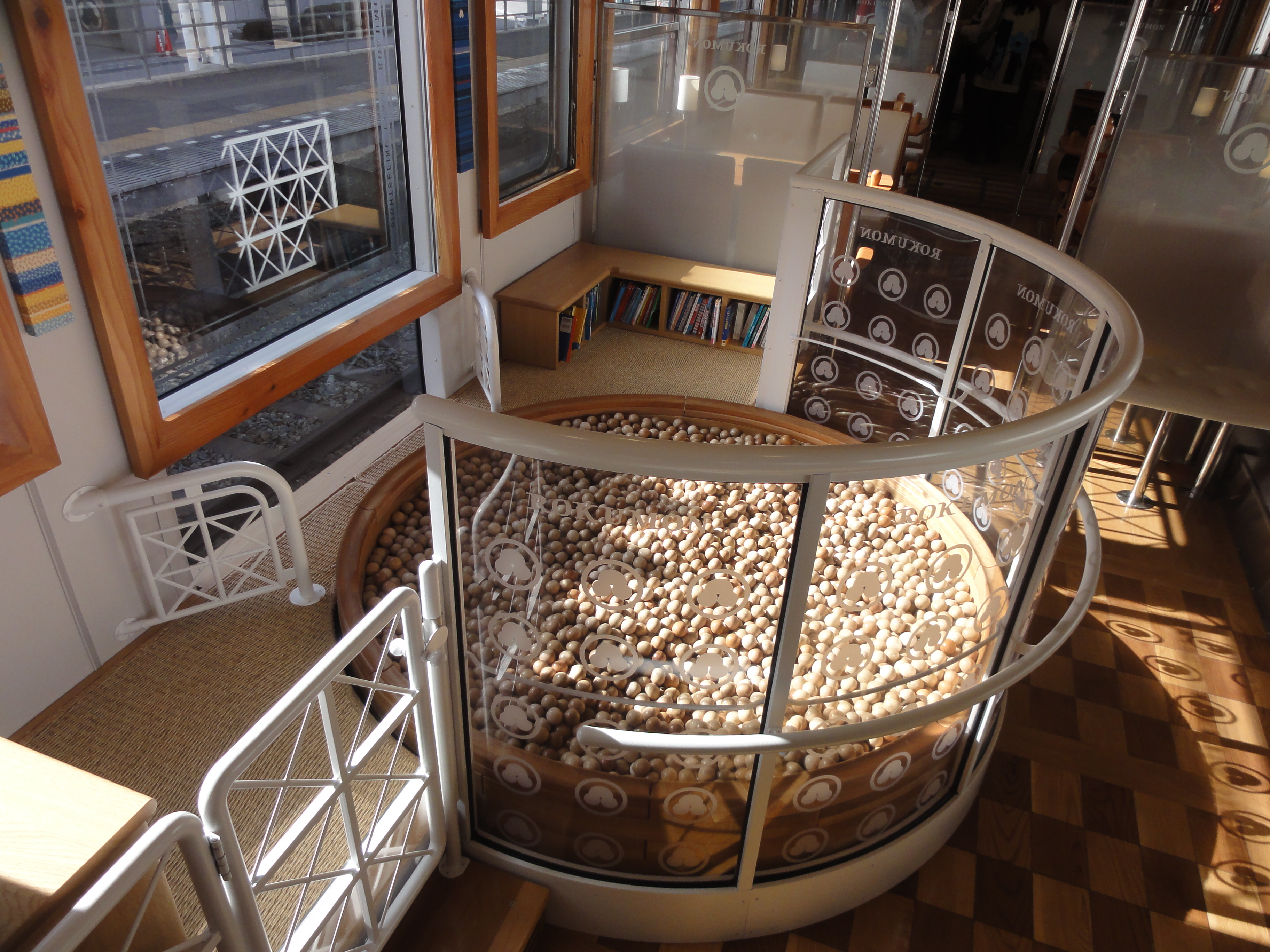
1号車・木のプール
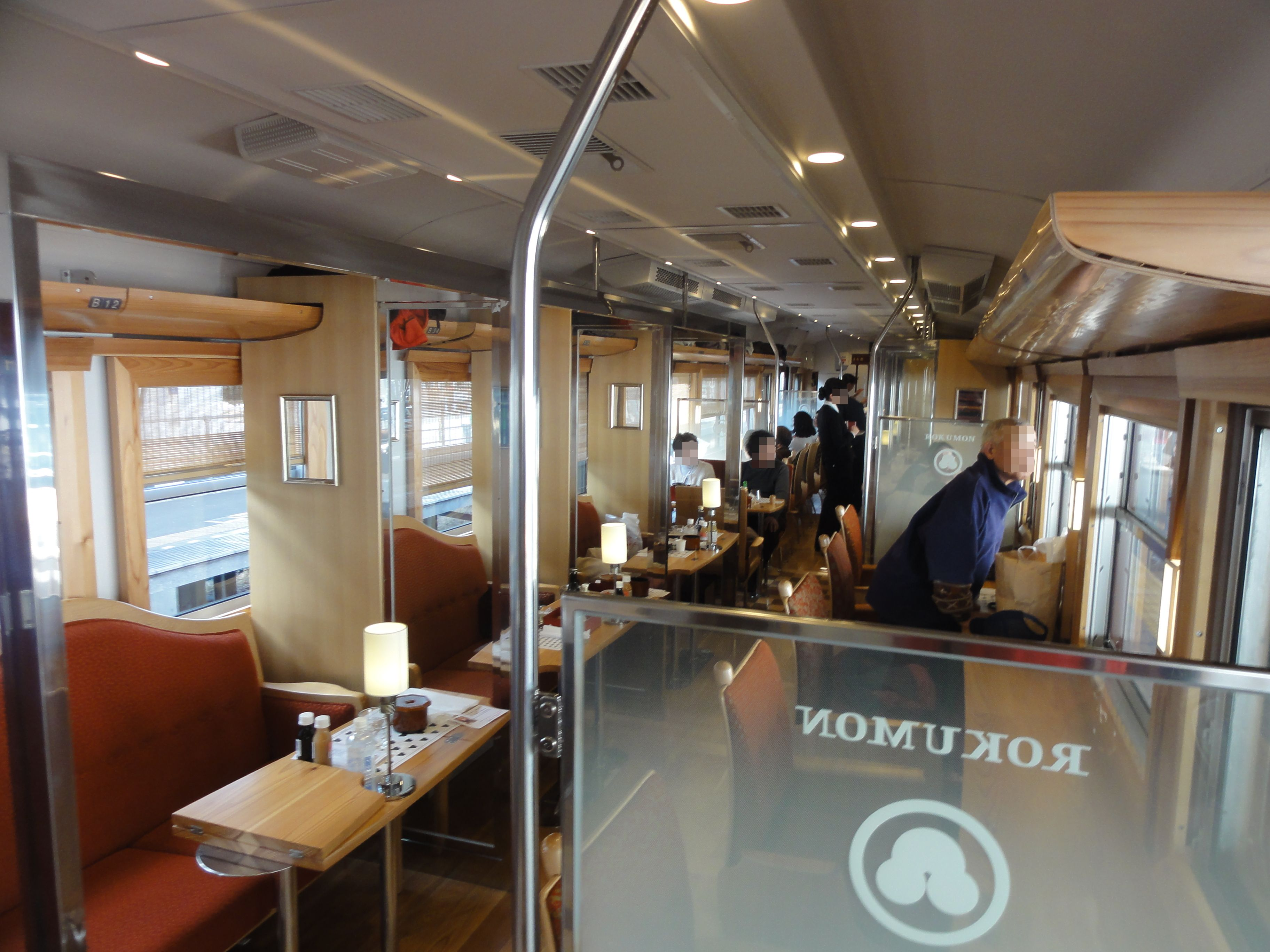
2号車・ラウンジカー

## 沿革
- 2013年（平成25年）8月27日：観光列車の導入を発表。
- 2014年（平成26年）
  - 1月21日：観光列車の概要を公開し、「ろくもん」の愛称が発表される。
  - 7月11日：運行開始。
- 2018年（平成30年）4月7日：上田駅 - 高田駅間で「ろくもん 上田・上越高田号」が運行され、えちごトキめき鉄道妙高はねうまラインに改造後初めて入線した[11][12]。
- 2019年（平成31年）3月16日：ダイヤ改正により、ろくもん1号が信濃追分駅 - 御代田駅間で浅間山を眺めやすくするため1分程度停車する「観光停車」を開始。
- 2021年（令和3年）5月1日：車内のBGMをリニューアル[13]。
- 2025年（令和7年）7月12日：北しなの線開業10周年を記念し、妙高高原駅まで企画列車を運行（8月2日と9月28日にも運行）[14]。